# Sporty paraolimpijskie

Logo

Sporty paraolimpijskie – dyscypliny sportowe dla niepełnosprawnych uprawiane podczas Letnich i Zimowych Igrzysk Paraolimpijskich. Letnie Igrzyska Paraolimpijskie 2016 obejmowały 22 dyscypliny sportu, a Zimowe Igrzyska Paraolimpijskie 2018 obejmowały 5 dyscyplin sportowych.
Igrzyska Paraolimpijskie są ważnym międzynarodowym wydarzeniem sportowym dla sportowców niepełnosprawnych fizycznie lub intelektualnie. Dotyczy to sportowców z niepełnosprawnością ruchową, amputacjami, wadą wzroku i porażeniem mózgowym. Sporty paraolimpijskie odnoszą się do zorganizowanej sportowej rywalizacji sportowej w ramach globalnego ruchu paraolimpijskiego. Te sporty są organizowane i prowadzone pod nadzorem Międzynarodowego Komitetu Paraolimpijskiego i innych międzynarodowych federacji sportowych.
Igrzyska Paraolimpijskie organizowane są co 4 lata od 1960 roku.

## Letnie igrzyska paraolimpijskie
Na pierwszych igrzyskach paraolimpijskich rywalizowano w ośmiu dyscyplinach sportowych. Od tego czasu liczba dyscyplin sportowych rozgrywanych na letnich igrzyskach paraolimpijskich stopniowo wzrosła do 22 w programie 2016.

### Program letnich sportów paraolimpijskich
Poniższa tabela zawiera listę aktualnie uprawianych sportów paraolimpijskich:
| Sport                     | Sport                     | Sport | Niepełnosprawność | Niepełnosprawność | Niepełnosprawność | Organ  | Status igrzysk paraolimpijskich |
| Sport                     | Sport                     | Sport | fizyczna          | wzrokowa          | intelektualna     | Organ  | Status igrzysk paraolimpijskich |
| ------------------------- | ------------------------- | ----- | ----------------- | ----------------- | ----------------- | ------ | ------------------------------- |
| Boccia                    | Boccia                    |       | Tak               |                   |                   | BISFed | Letnie igrzyska (od 1984)       |
| Goalball                  | Goalball                  |       |                   | Tak               |                   | IBSA   | Letnie igrzyska (od 1980)       |
| Judo                      | Judo                      |       |                   | Tak               |                   | IBSA   | Letnie igrzyska (od 1988)       |
| Kajakarstwo               | Kajakarstwo               |       | Tak               |                   |                   | ICF    | Letnie igrzyska (od 2016)       |
| Kolarstwo:                | Kolarstwo torowe          |       | Tak               | Tak               |                   | UCI    | Letnie igrzyska (od 1988)       |
| Kolarstwo:                | Kolarstwo szosowe         |       | Tak               | Tak               |                   | UCI    | Letnie igrzyska (od 1984)       |
| Koszykówka na wózkach     | Koszykówka na wózkach     |       | Tak               |                   |                   | IWBF   | Letnie igrzyska (od 1960)       |
| Lekkoatletyka             | Lekkoatletyka             |       | Tak               | Tak               | Tak               | IPC    | Letnie igrzyska (od 1960)       |
| Łucznictwo                | Łucznictwo                |       | Tak               |                   |                   | WA     | Letnie igrzyska (od 1960)       |
| Parabadminton             | Parabadminton             |       | Tak               | Tak               | Tak               | BWF    | Letnie igrzyska (od 2020)       |
| Parajeździectwo           | Parajeździectwo           |       | Tak               | Tak               |                   | FEI    | Letnie igrzyska (od 1996)       |
| Piłka nożna pięcioosobowa | Piłka nożna pięcioosobowa |       |                   | Tak               |                   | IBSA   | Letnie igrzyska (od 2004)       |
| pływanie                  | pływanie                  |       | Tak               | Tak               | Tak               | IPC    | Letnie igrzyska (od 1960)       |
| Rugby na wózkach          | Rugby na wózkach          |       | Tak               |                   |                   | IWRF   | Letnie igrzyska (od 2000)       |
| Siatkówka na siedząco     | Siatkówka na siedząco     |       | Tak               |                   |                   | WOVD   | Letnie igrzyska (od 1976)       |
| Strzelectwo               | Strzelectwo               |       | Tak               |                   |                   | IPC    | Letnie igrzyska (od 1976)       |
| Szermierka na wózkach     | Szermierka na wózkach     |       | Tak               |                   |                   | IWAS   | Letnie igrzyska (od 1960)       |
| Tenis na wózkach          | Tenis na wózkach          |       | Tak               |                   |                   | ITF    | Letnie igrzyska (od 1992)       |
| Tenis stołowy             | Tenis stołowy             |       | Tak               |                   | Tak               | ITTF   | Letnie igrzyska (od 1960)       |
| Triathlon                 | Triathlon                 |       | Tak               | Tak               |                   | ITU    | Letnie igrzyska (od 2016)       |
| Trójbój siłowy            | Trójbój siłowy            |       | Tak               |                   |                   | IPC    | Letnie igrzyska (od 1964)       |
| Wioślarstwo               | Wioślarstwo               |       | Tak               | Tak               |                   | FISA   | Letnie igrzyska (od 2008)       |

### Zaprzestane dyscypliny sportów letnich
| Sport                      | Sport                      | Sport | Niepełnosprawność | Niepełnosprawność | Niepełnosprawność | Organ    | Status igrzysk paraolimpijskich        |
| Sport                      | Sport                      | Sport | fizyczna          | wzrokowa          | intelektualna     | Organ    | Status igrzysk paraolimpijskich        |
| -------------------------- | -------------------------- | ----- | ----------------- | ----------------- | ----------------- | -------- | -------------------------------------- |
| Basketball ID              | Basketball ID              |       |                   |                   | Tak               | INAS-FID | Letnie igrzyska (2000)                 |
| Dartchery                  | Dartchery                  |       | Tak               |                   |                   | IPC      | Letnie igrzyska (1960–1980)            |
| Lawn bowls                 | Lawn bowls                 |       | Tak               | Tak               |                   | IPC      | Letnie igrzyska (1968–1988, 1996)      |
| Piłka nożna siedmioosobowa | Piłka nożna siedmioosobowa |       | Tak               |                   |                   | CP-ISRA  | Letnie igrzyska (1984-2016)            |
| Podnoszenie ciężarów       | Podnoszenie ciężarów       |       | Tak               |                   |                   |          | Letnie igrzyska (1964–1992)            |
| Snooker                    | Snooker                    |       | Tak               |                   |                   | IWAS     | Letnie igrzyska (1960–1976, 1984–1988) |
| Zapasy                     | Zapasy                     |       |                   | Tak               |                   |          | Letnie igrzyska (1980–1984)            |
| Żeglarstwo                 | Żeglarstwo                 |       | Tak               | Tak               |                   | IFDS     | Letnie igrzyska (2000-2016)            |

## Zimowe igrzyska paraolimpijskie
Na pierwszych igrzyskach paraolimpijskich w 1976 rywalizowano w dwóch dyscyplinach sportowych. Od tego czasu liczba dyscyplin sportowych rozgrywanych na zimowych igrzyskach paraolimpijskich stopniowo wzrosła do 5 w programie 2018.

### Program zimowych sportów paraolimpijskich
Poniższa tabela zawiera listę aktualnie uprawianych sportów paraolimpijskich:
| Sport                       | Sport                       | Sport | Niepełnosprawność | Niepełnosprawność | Niepełnosprawność | Organ | Status igrzysk paraolimpijskich |
| Sport                       | Sport                       | Sport | fizyczna          | wzrokowa          | intelektualna     | Organ | Status igrzysk paraolimpijskich |
| --------------------------- | --------------------------- | ----- | ----------------- | ----------------- | ----------------- | ----- | ------------------------------- |
| Curling na wózkach          | Curling na wózkach          |       | Tak               |                   |                   | WCF   | Zimowe igrzyska (od 2006)       |
| Hokej na lodzie na siedząco | Hokej na lodzie na siedząco |       | Tak               |                   |                   | IPC   | Zimowe igrzyska (od 1994)       |
| Narciarstwo alpejskie       | Narciarstwo alpejskie       |       | Tak               | Tak               | Tak               | IPC   | Zimowe igrzyska (od 1976)       |
| Narciarstwo klasyczne:      | Biathlon                    |       | Tak               | Tak               |                   | IPC   | Zimowe igrzyska (od 1988)       |
| Narciarstwo klasyczne:      | Biegi narciarskie           |       | Tak               | Tak               |                   | IPC   | Zimowe igrzyska (od 1976)       |
| Snowboarding                | Snowboarding                |       | Tak               |                   |                   | IPC   | Zimowe igrzyska (od 2014)       |

### Zaprzestane dyscypliny sportów zimowych
| Sport                           | Sport                           | Sport | Niepełnosprawność | Niepełnosprawność | Niepełnosprawność | Organ | Status igrzysk paraolimpijskich        |
| Sport                           | Sport                           | Sport | fizyczna          | wzrokowa          | intelektualna     | Organ | Status igrzysk paraolimpijskich        |
| ------------------------------- | ------------------------------- | ----- | ----------------- | ----------------- | ----------------- | ----- | -------------------------------------- |
| Łyżwiarstwo szybkie na siedząco | Łyżwiarstwo szybkie na siedząco |       | Tak               |                   |                   |       | Zimowe igrzyska (1980–1988, 1994–1998) |